# نيجلن
نيجلن (بالفرنسية: Nijlen)‏ هي بلدية في بلجيكا، تقع في أنتفيرب، ودائرة ميشيلين، بلغ عدد سكانها 22,813  نسمة وذلك حسب إحصائيات سنة 2018، عاصمتها Nijlen ‏، تبلغ مساحتها 39.09 كيلومتر مربع، رمزها البريدي هو 2560.

## الموقع
تشترك في الحدود مع:
- Herenthout [الإنجليزية]‏
  - Heist-op-den-Berg [الإنجليزية]‏
  - غروبندونك [الإنجليزية]‏
  - Lier, Belgium [الإنجليزية]‏
  - Zandhoven [الإنجليزية]‏
  - Berlaar [الإنجليزية]‏
  - رنست [الإنجليزية]‏.

## أعلام
- ألفونس فان براندت